# Degré (musique)
Pour les articles homonymes, voir Degré.
| Échelle diatonique | Échelle diatonique      |
| Degré              | Nom                     |
| ------------------ | ----------------------- |
| (8e) = 1er         | tonique                 |
| 7e                 | sensible / sous-tonique |
| 6e                 | sus-dominante           |
| 5e                 | dominante               |
| 4e                 | sous-dominante          |
| 3e                 | médiante                |
| 2e                 | sus-tonique             |
| 1er                | tonique                 |

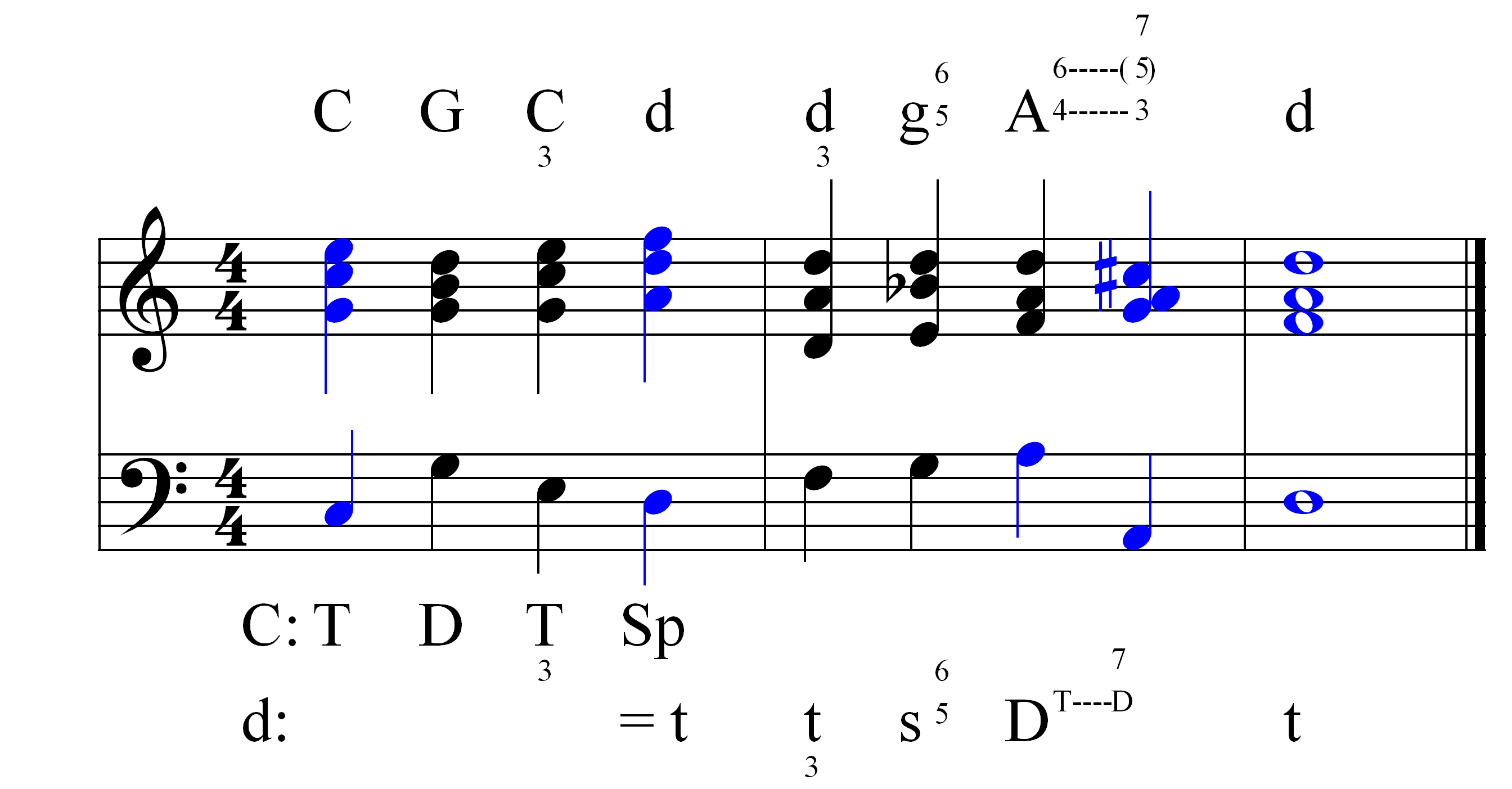
Degré

En théorie de la musique, un degré désigne la place d'une note dans une échelle musicale spécifique (caractéristique d'un type de musique donné). On appelle tonique le premier degré d'une échelle : c'est à partir d'elle que commence la gamme correspondante.
La notion de degré s'applique principalement aux sept notes de l'échelle diatonique, où la tonique est parfaitement définie. Pour l'échelle chromatique, qui contient 12 notes d'importance égale, la notion de degré a peu d'intérêt.
Les concepts de tonique et de dominante sont remis en cause au XXe siècle dans la musique modale et dans la musique atonale.

## Système tonal
En musique tonale, les degrés remplissent une fonction tonale et harmonique de premier plan. Ces notes essentielles s'opposent aux notes d'agrément, dont le rôle ornemental a peu d'incidence sur la tonalité — on parle dans ce cas de notes secondaires ou de notes accessoires.
Dans la gamme tonale, les différents degrés sont organisés autour d'un degré principal, le premier (appelé tonique), qui donne son nom à la tonalité qui lui est associée. Par exemple, la tonique do correspond à la tonalité de do — et vice versa. Ces degrés sont généralement numérotés avec des chiffres romains lorsqu'ils concernent les accords, souvent avec des  chiffres arabes surmontés d'un accent circonflexe lorsqu'ils représentent des notes mélodiques. Les degrés indiqués sans précision concernant leur registre sont des hauteurs nominales.
Le 5e degré est le plus important après la tonique. Il est appelé dominante.